# 김용진 (1953년)
김용진(金勇進, 1953년 2월 23일 ~ 2016년)은 조선민주주의인민공화국의 정치인이다. 교육위원장 겸 조선로동당 중앙위원회 위원이다. 최고인민회의 제12기 대의원, 조선-쿠바 단결위원회 위원장, 조선-이집트 친선협회 위원장조선-라오스 친선협회 위원장이다.

## 경력
1953년 2월 23일 태어나 김일성종합대학을 졸업했다. 1971년 12월 김일성종합대학 부총장을 거쳐 1998년 10월  김일성종합대학 출판사 부주필에 임명되었으며, 2000년 8월 김일성종합대학 수학역학부 실장을 맡았다.
2003년 6월 내각 교육상에 올랐으며, 2010년 6월 조선민주주의인민공화국 교육위원회로 이름이 바뀐 후에도 위원장에 선임되었다. 2003년 12월 조선-쿠바 단결위원회 위원장, 2005년 7월이후 조선-이집트 친선협회 위원장직도 겸하고 있다. 2010년 9월, 조선로동당 중앙위원회 위원에 선임되었다.

## 최고인민회의 대의원
2003년 9월 최고인민회의 제11기 대의원으로 선출되었고, 2009년 4월 이후 제12기 대의원이다.

## 기타
2008년 박성철, 2010년 조명록, 2011년 김정일 사망 당시에 국가장의위원회 위원을 맡았다.